# Onderscheidingen in Denemarken
Het decoratiestesel van Denemarken is sinds 1500 stap voor stap opgebouwd. Het omvat twee ridderorden, kruisen van verdienste en medailles. Er zijn onderscheidingen van de regering van Denemarken, en meerdere door de Deense regering goedgekeurde onderscheidingen van particuliere instanties die door Deense militairen en burgers mogen worden gedragen.

## De koninklijk goedgekeurde orden en medailles

### Het Kruis voor Dapperheid
| Baton | Nederlandse en Deense naam           | Letters achter de naam van de drager | Stichtingsdatum  | Bijzonderheden | Afbeelding |
| ----- | ------------------------------------ | ------------------------------------ | ---------------- | --- | ---------- |
|       | Kruis voor Dapperheid Tapperhedskors | T.K.                                 | 18 november 2011 | De hoogste Deense onderscheiding voor dapperheid. Door Margarethe II ingesteld als het "Deense Victoria Cross" en door de Koningin persoonlijk uitgereikt. |            |

### Ridderorden van Denemarken
| Baton | Nederlandse en Deense naam | Letters achter de naam van de drager | Stichtingsdatum                                                                                 | Bijzonderheden | Afbeelding                   |
| ----- | --- | ------------------------------------ | ----------------------------------------------------------------------------------------------- | --- | ---------------------------- |
|       | Orde van de Olifant Elefantordenen                                                                                                | R.E                                  | Gesticht rond 1500 In de huidige vorm bestaand sinds 1693 De huidige statuten dateren uit 1958. | Vrijwel zonder uitzondering verleend aan staatshoofden en leden van koninklijke families                                |                              |
|       | Orde van de Dannebrog Dannebrogordenen Grootcommandeur Grootkruis Commandeur der Ie klasse Commandeur Ridder der Ie Klasse Ridder | S.Kmd S.K. K1 K R1 R                 | 1671                                                                                            | Wordt verleend aan staatshoofden, diplomaten, ministers en verdienstelijke Denen en vreemdelingen                       |                              |
|       | Zilveren Kruis van de Orde van de Dannebrog Dannebrogordenens Hæderstegn                                                          | D.Ht                                 | 1808                                                                                            | Een bijzonder ereteken van de Danebrogorde, verleend aan Denen en leden van de Koninklijke familie.                     |                              |
|       | Ambtsteken voor Geestelijken van de Ridderorden Embedstegn for Officianter                                                        | -                                    | 25 mei 1826 door Frederik VI                                                                    | Een in onbruik geraakt maar nog steeds bestaand ambtsteken van de aan de kapittels van de orden verbonden geestelijken. | Geen afbeelding beschikbaar. |

## De historische Deense ridderorden
In het verleden heeft Denemarken behalve de twee grote orden van de Olifant en de Dannebrog ook een nooit tot wasdom gekomen militaire orde, de Orde van de Geharnaste Arm en een aantal typisch 18e-eeuwse hoforden gekend. De onderstaande vier ridderorden zijn niet meer in gebruik. Alle ridders en dames zijn al eeuwen geleden gestorven.
|  | Nederlandse en Deense naam             | Letters achter de naam van de drager | Stichtingsdatum    | Bijzonderheden | Afbeelding |
|  | -------------------------------------- | ------------------------------------ | ------------------ | --- | ---------- |
|  | De Orde van Christiaan VII 1774 - 1800 | .                                    | 1774 tot rond 1794 | Ook wel "Christian VIIs Orden" of "Ordenen Tessera Concordiæ" genoemd. |            |
|  | De Orde van de Geharnaste Arm          | .                                    | 1613 tot 1634      | Een militaire onderscheiding voor twaalf zegevierende Deense bevelhebbers in de "Kalmer oorlog" tegen de Zweden (1611-1613),                                                                         |            |
|  | De Mathilde-Orde                       | .                                    | 1771 tot rond 1791 | Een orde voor de hovelingen en de Koninklijke Familie. |            |
|  | De Orde de l'Union Parfait             | .                                    | 1732 tot rond 1770 | Een orde voor de hovelingen en de Koninklijke Familie. De orde wordt ook wel Ordre "de l'Union Parfait" of in enigszins krom Frans, "Ordenen de l'Union Parfaite" of "Ordre de la Fidélité" genoemd. |            |

## De beloningsmedailles van de Deense koningen
De Deense regering is uiterst terughoudend met het verlenen van de Orde van de Olifant en de Orde van de Dannebrog. In het Deense decoratiestelsel worden aan niet officieren en verdienstelijke Denen buiten politiek en landsbestuur vooral medailles verleend. De onderstaande beloningsmedailles worden vaak bij jubilea toegekend.
| Baton | Nederlandse en Deense naam                                                                         | Letters achter de naam van de drager | Stichtingsdatum                                    | Bijzonderheden | Afbeelding                                 |
| ----- | -------------------------------------------------------------------------------------------------- | ------------------------------------ | -------------------------------------------------- | --- | ------------------------------------------ |
|       | Gouden Medaille van Verdienste met Kroon Fortjenstmedaljen i Guld med Krone                        | F.M.1*                               | 16 mei 1792                                        | Het gebruik van deze medaille is niet in statuten of wetten vastgelegd en de Deense monarch mag vrijelijk over de onderscheiding beschikken. |                                            |
|       | Gouden Medaille van Verdienste Fortjenstmedaljen i Guld                                            | F.M.1                                | 16 mei 1792                                        | Het gebruik van deze medaille is niet in statuten of wetten vastgelegd en de Deense monarch mag vrijelijk over de onderscheiding beschikken. |                                            |
|       | Ingenio et Arti Medaille "Ingenio et Arti"                                                         | M.i.&a.                              | 31 augustus 1841                                   | Een onderscheiding voor zeer verdienstelijke kunstenaars zoals schilders, componisten, en musici maar ook voor belangrijke wetenschappers.   |                                            |
|       | Gouden Koninklijke Beloningsmedaille met kroon Den Kongelige Belønningsmedalje i Guld med Krone    | B.M.1*                               | 4 september 1865                                   | Het gebruik van deze medaille is niet in statuten of wetten vastgelegd en de Deense monarch mag vrijelijk over de onderscheiding beschikken. | Beloningsmedaille voor dames aan een strik |
|       | Gouden Koninklijke Beloningsmedaille Den Kongelige Belønningsmedalje i Guld                        | B.M.1                                | 4 september 1865                                   | Het gebruik van deze medaille is niet in statuten of wetten vastgelegd en de Deense monarch mag vrijelijk over de onderscheiding beschikken. |                                            |
|       | Zilveren Medaille van Verdienste met Kroon en Gesp Fortjenstmedaljen i Sølv med spænde             | F.M.2*                               | Deze medaille werd tussen 1771 en 1845 uitgereikt. | Het gebruik van deze medaille is niet in statuten of wetten vastgelegd en de Deense monarch mag vrijelijk over de onderscheiding beschikken. | Geen afbeelding beschikbaar.               |
|       | Zilveren Medaille van Verdienste Fortjenstmedaljen i Sølv                                          | F.M.2                                | 16 mei 1792                                        | Het gebruik van deze medaille is niet in statuten of wetten vastgelegd en de Deense monarch mag vrijelijk over de onderscheiding beschikken. |                                            |
|       | Koninklijke Beloningsmedaille in Zilver met Kroon Den Kongelige Belønningsmedalje i Sølv med Krone | B.M.2*                               | 4 september 1865                                   | Het gebruik van deze medaille is niet in statuten of wetten vastgelegd en de Deense monarch mag vrijelijk over de onderscheiding beschikken. |                                            |
|       | Zilveren Koninklijke Beloningsmedaille Den Kongelige Belønningsmedalje i Sølv                      | B.M.2                                | 4 september 1865                                   | Het gebruik van deze medaille is niet in statuten of wetten vastgelegd en de Deense monarch mag vrijelijk over de onderscheiding beschikken. |                                            |

## De medailles van de Deense koningen
| Baton                  | Nederlandse en Deense naam | Letters achter de naam van de drager | Stichtingsdatum                                              | Bijzonderheden | Afbeelding |
| ---------------------- | --- | ------------------------------------ | ------------------------------------------------------------ | --- | ---------- |
|                        | Medaille voor Nobele Daden Medaljen for Ædel Dåd | M.f.æ.D.                             | 12 juni 1793                                                 | Een gouden reddingsmedaille voor hen die met gevaar voor eigen leven een ander wisten te redden. |            |
| N.V.T.                 | Onderscheiding voor Trouwe Dienst' Hæderstegnet for Underofficerer for 8 og 16 års tro tjeneste | .                                    | Begin van de 19e eeuw.                                       | Een vroeg-19e-eeuwse onderscheiding voor acht of zestien jaar dienst als onderofficier. |            |
| Geen afbeelding bekend | Kruis voor 8 of 16 jaar Trouwe Dienst' Hæderstegnet for Underofficerer for 8 og 16 års tro tjeneste | .                                    | Begin van de 19e eeuw.                                       | Een vroeg-19e-eeuwse bronzen kruis voor acht of zestien jaar dienst als onderofficier. |            |
|                        | Onderscheiding voor Trouwe Dienst' Hæderstegnet for Underofficerer for 12 og 20 års tro tjeneste | .                                    | Begin van de 19e eeuw.                                       | Een vroeg-19e-eeuwse onderscheiding voor acht of zestien jaar dienst als onderofficier. |            |
|                        | Medaille voor Langdurige Dienst in de Marine Hæderstegn for God Tjeneste ved Søetaten | H.T.S.                               | 29 januari 1801                                              | Voor 25 of 40 jaar aaneengesloten dienst in de marine. |            |
|                        | Medaille voor Langdurige Dienst in het Leger Hæderstegn for God Tjeneste ved Hæren | H.T.H.                               | 26 september 1945                                            | Voor 25 of 40 jaar aaneengesloten dienst in het leger. |            |
|                        | Medaille voor Langdurige Dienst in de Luchtmacht Hæderstegn for God Tjeneste ved Flyvevåbnet | H.T.F.                               | 11 maart 1953                                                | Voor 25 of 40 jaar aaneengesloten dienst in de luchtmacht. |            |
|                        | Medaille voor Langdurige Dienst in de Strijdkrachten Hæderstegn for God Tjeneste | F.H.T.                               | 11 maart 1953                                                | Voor 25 of 40 jaar aaneengesloten dienst in de Deense strijdkrachten. |            |
|                        | Medaille voor Langdurige Dienst in de Reserve Hæderstegn for God Tjeneste i Forsvarets Reserve | F.F.R.                               | 16 april 1978                                                | Voor 25 jaar aaneengesloten dienst in de reserve. |            |
|                        | Medaille van de Minister van Defensie Forsvarsministerens Medalje | .                                    | 7 december 2009                                              | De medaille wordt uitgereikt aan Deense militairen, Deens defensiepersoneel en buitenlanders dat zich buiten een gevecht bijzonder heeft onderscheiden in de uitoefening van zijn taak, militair personeel dat zich buiten een gevecht door dapperheid heeft onderscheiden en (postuum) aan personeel dat niet in een gevecht maar wel tijdens zijn of haar taakuitoefening is omgekomen of zwaar werd verwond. |            |
|                        | Defensiemedaille voor Dapperheid Forsvarets Medalje for Tapperhed | F.M.T.                               | 30 oktober 1995                                              | Voor militair en burgerpersoneel dat zich onderscheidde door "heroïsche daden" in de gewapende strijd of tijdens het bestrijden van terrorisme. |            |
|                        | Defensiemedaille voor Voortreffelijke Dienst Forsvarets Medalje for Fremragende Tjeneste | .                                    | 7 december 2009                                              | Toegekend voor bijzondere verdienste voor de Deense Defensie. |            |
|                        | Vliegersmedaille voor Voortreffelijke Dienst Medaljen for Udmærket Lufttjeneste | M.f.u.L.                             | 30 mei 1962                                                  | Verleend aan piloten en vliegend personeel die gedurende lange tijd voorbeeldig hebben gediend en ook aan personeel dat zonder onnodige risico's te nemen zeer bijzondere en gevaarlijke reddingsacties personen en materieel in veiligheid bracht. Een lint met diagonale strepen is overgenomen van de Britse Royal Air Force.                                                                                |            |
|                        | Defensiemedaille voor de Gesneuvelden en Gewonden Forsvarets Medalje for Faldne og Sårede | Fsv.M.Fa                             | 2 oktober 1996 tot 31 december 2009                          | Verleend aan defensiepersoneel dat gedood of gewond raakte in de gewapende strijd of tijdens het tegengaan van terrorisme. |            |
|                        | Defensiemedaille voor de Gesneuvelden Forsvarets Medalje for Faldne | .                                    | 1 januari 2010                                               | De medaille wordt postuum verleend aan militair personeel dat in het gevecht, tijdens het ruimen van mijnen of tijdens terreuraanvallen omkwam. |            |
|                        | Defensiemedaille voor de Oorlogsgewonden Forsvarets Medalje for Sårede | .                                    | 1 januari 2010                                               | De medaille wordt verleend aan militair personeel dat in het gevecht, tijdens het ruimen van mijnen of tijdens terreuraanvallen gewond is geraakt. |            |
|                        | Defensiemedaille voor Voortreffelijke Dienst in het Buitenland Forsvarets Medalje for Fortjenstfuld Indsats | .                                    | 27 november 1991 1 January 2010                              | De medaille werd oorspronkelijk toegekend aan Deense deelnemers aan VN Operaties, na 2010 is het een algemene medaille voor verdienste geworden |            |
|                        | Defensiemedaille voor de Internationale Inzet in Afghanistan Forsvarets Medalje for International Tjeneste, Afghanistan | .                                    | 1 januari 2010                                               | De medaille werd toegekend aan Deense deelnemers aan ISAF, de NAVO-Operatie in Afghanistan |            |
|                        | Defensiemedaille voor de Internationale Inzet in Kosovo Forsvarets Medalje for International Tjeneste, Kosovo | .                                    | 1 januari 2010                                               | De medaille werd toegekend aan Deense deelnemers aan KFOR, de NAVO-operatie in Kosovo. |            |
|                        | Defensiemedaille voor de Internationale Inzet in Libanon Forsvarets Medalje for International Tjeneste, Libanon | .                                    | 1 januari 2010                                               | De medaille werd toegekend aan Deense deelnemers aan UNIFIL, de VN Operatie in Libanon. |            |
|                        | Medaille van Verdienste van de Burgerwacht Hjemmeværnets Fortjensttegn | Hjv.Ft.                              | 11 februari 1959                                             | De medaille wordt meestal aan bevelvoerende officieren en politici uitgeikt. |            |
|                        | Medaille voor 25 Jaar Dienst in de Burgerwacht Hjemmeværnets 25 års-tegn Medaille voor 40 Jaar Dienst in de Burgerwacht Hjemmeværnets 50 års-tegn Medaille voor 50 Jaar Dienst in de Burgerwacht Hjemmeværnets 50 års-tegn Medaille voor 60 Jaar Dienst in de Burgerwacht Hjemmeværnets 60års-tegn | Hjv.25. Hjv.40. Hjv.50. Hjv.60.      | 25 november 1973 6 september 1988 12 april 2000 12 juni 2009 | De medailles worden toegekend voor 25, 40, 50 en 60 jaar dienst in de Deense burgerwacht. Op de linten en batons worden kleine zilveren en gouden eikenbladeren aangebracht waarmee kenbaar wordt gemaakt hoelang de decorandus heeft gediend. Op het lint van de medaille staat het blad rechtop, op de baton ligt het eikenblad.                                                                              |            |
|                        | Medaille voor Langdurige Dienst in de Bevolkingsbescherming Hæderstegnet for 25 års god tjeneste i Civilforsvaret | H.T.C.F                              | 25 april 1963                                                | Voor 25 jaar aaneengesloten dienst in de Bevolkingsbescherming |            |
|                        | Ereteken van de Burgerbescherming Beredskabsforbundets Hæderstegn | C.F.F.H                              | 9 november 1956                                              | Meestal verleend voor 15 jaar in de leidinggevende functie in de Bevolkingsbescherming. |            |
|                        | Medaille voor Rampenbestrijding Redningsberedskabets Medalje | R.B                                  | 20 april 1994                                                | Deelname aan rampenbestrijding buiten Denemarken |            |
|                        | Medaille voor Langdurige Dienst in de Brandweer Hæderstegn for God Tjeneste i Brandvæsnet | Ht.B                                 | 5 december 1973                                              | Medaille voor 25 jaar dienst in de brandweer |            |
|                        | Medaille voor Langdurige Dienst in de Politie Hæderstegn for God Tjeneste i Politiet | H.T.P                                | 18 juni 1959                                                 | Medaille voor 25 jaar Dienst in de Politie. |            |
|                        | Medaille van Verdienste voor de Groenlandse Onafhankelijkheid Grønlands Hjemmestyres Fortjenstmedalje (Groenlands: "Nersonaat") | Grøn.Hjst.M.                         | 1 mei 1989                                                   | De medaille wordt in goud en zilver toegekend voor verdiensten voor Groenlands bestuur, commercie,kunst en wetenschap. |            |
|                        | De Medaille van de Blauwe Baretten ter gelegenheid van de ontvangen Nobelprijs voor de Vrede De Blå Beretters Fredsprismedalje | F.P.M                                | 1995                                                         | Deze herdenkingsmedaille gedenkt de Nobelprijs voor de Vrede die in 1995 aan de VN-Vredesmissies werd toegekend. Alle veteranen van deze missies ontvingen deze medaille. |            |
|                        | Medaille voor de Slag bij Kopenhagen in 1801 Krigsmindenmedaille |                                      | begin van de 19e eeuw                                        | De gouden en zilveren medaille voor de Zeeslag bij Kopenhagen in 1801 herinnerde aan de verrassingsaanval van de Britse vloot onder Admiraal Nelson. |            |
|                        | Medaille ter Herinnering aan de Oorlog van 1848-1850 Krigsmindenmedaille 1848-50 |                                      | 1875                                                         | Medaille ter Herinnering aan de Oorlog van 1848-1850, de Eerste Duits-Deense Oorlog. |            |
|                        | Medaille ter Herinnering aan de Oorlogen van 1848-1850 en 1864 Krigsmindenmedaille 1848-50/1864 |                                      | 1875                                                         | Medaille voor de 3000 veteranen van de Eerste Duits-Deense Oorlog én de Tweede Duits-Deense Oorlog. |            |
|                        | Sleeswijk Medaille Den slesvigske eringdringsmedaille af 1920 |                                      | 1920                                                         | Medaille ter herinnering aan het na de Vrede van Versailles gehouden plesbiciet over het Hertogdom Sleeswijk. |            |
|                        | Medaille ter Herdenking aan de Negende April 1940 |                                      |                                                              | Medaille ter herinnering aan het kortstondige Deense verzet tegen de Duitse inval in 1940. |            |
|                        | Vrijheidsmedaille van Koning Christiaan X van Denemarken Medaille "Pro Dania" |                                      | 9 Maart 1946                                                 | De Vrijheidsmedaille van Koning Christiaan X van Denemarken werd aan Denen toegekend die hun door de Duitsers bezette vaderland bleven steunen. Ook vreemdelingen die Denemarken in de oorlog bleven steunen werden met de medaille onderscheiden. | Medaille   |
|                        | Herinneringsmedaille aan de Bevrijding in 1945 |                                      |                                                              | 1946 Een herinneringsmedaille |            |
|                        | Medaille voor Dienst in de Oorlog 1940-45 |                                      | 3 mei 1946                                                   | Een medaille voor de aan Deense veteranen die aan geallieerde zijde in de Tweede Wereldoorlog hebben gevochten. |            |
|                        | Korea Medaille |                                      | 1956                                                         | Ter herinnering aan de VN-vredesoperatie die de Koreaanse Oorlog werd genoemd. Denemarken zond het hospitaalschip Jutlandia |            |
|                        | Medaille van de Internationale Conferentie over het Voormalig Joegoslavië |                                      |                                                              | Ter herinnering aan de conferentie over het herstel van de vrede en de regeling van de grenzen en de staatkundige verhoudingen in het uiteengevallen Joegoslavië. |            |
|                        | Medaille ter Herinnering aan de Bijzondere Missie in Irak |                                      |                                                              | Ter herinnering aan een Deense missie in Irak |            |
|                        | Medaille voor Bijzondere Verrichtingen van de Politie binnen IFOR en SFOR |                                      |                                                              | Een politiemedaille voor bijzondere prestaties in dienst van de vredesmissies IFOR & SFOR |            |
|                        | Medaille ter Gelegenheid van de 250e Verjaardag van de Koninklijke Garde Livgarden 350 års jubilæums medalje |                                      |                                                              | De Deense koningen worden door een Koninklijke Garde bewaakt. De medaille werd uitgereikt in goud, zilver en brons. |            |

## Koninklijk erkende onderscheidingen van Deense organisaties en instituten
| Baton | Nederlandse en Deense naam                                                                                                | Letters achter de naam van de drager | Stichtingsdatum                   | Bijzonderheden | Afbeelding                   |
| ----- | --- | ------------------------------------ | --------------------------------- | --- | ---------------------------- |
|       | Galatheamedaille Kongelige Danske Geografiske Selskabs Galathea Medaille                                                  | .                                    | 28 april 1916                     | Een medaille voor de opvarenden van de Galathea tijdens drie wetenschappelijke expedities naar het Poolgebied.                                                                  | Medaille uit het interbellum |
|       | Eremedaille van de Deense Toeristenbond Danmarks Turistråds Hæderstegn                                                    | D.T.H.                               | 26 februari 1963 8 maart 1963     | Ieder jaar worden maximaal vijf van deze medailles uitgereikt waarvan niet meer dan twee aan Denen mogen worden verleend.                                                       |                              |
|       | Ereteken van de Vereniging van Reserve-Officieren Reserveofficersforeningen i Danmarks Hæderstegn                         | R.O.H.T.                             | 27 april 1950                     | Een ereteken van de Vereniging van Deense Reserve-Officieren. Er wordt per jaar niet meer dan een drietal van deze onderscheidingen uitgereikt aan verdienstelijke reservisten. |                              |
|       | Eremedaille van de Deense Kamer van Handwerkslieden Håndværksrådets Hæderstegn                                            | H.T.P                                | 19 februari 1965 6 maart 1965     | In zilver toegekend voor 10 jaar werkzaamheden in een vakverbond en in goud voor 25 jaar in een dergelijke positie                                                              |                              |
|       | Ereteken van de Bond van Deense Militaire Atleten Dansk Militært Idrætsforbunds Hæderstegn                                | D.M.I.H.                             | 23 november 1968 5 September 1967 | Toegekend voor het bevorderen van de atletiek in de Deense strijdkrachten. |                              |
|       | Eremedaille van de Deense Schiet-, Gymnastiek- en Atletiekbond Danske Skytte-, Gymnastik- og Idrætsforeningers Hæderstegn | .                                    | 7 juni 1941                       | Toegekend voor het bevorderen van de atletiek, schietsport en gymnastiek. Deze bronzen medaille wordt niet langer toegekend.                                                    |                              |

## De medailles van de Deense Veteranenbond
| Baton | Nederlandse en Deense naam                                                                                     | Letters achter de naam van de drager | Stichtingsdatum | Bijzonderheden                                                     | Afbeelding |
| ----- | --- | ------------------------------------ | --------------- | ------------------------------------------------------------------ | ---------- |
|       | Eremedaille van de Deense Veteranenbond Danske Forsvarsbrødres æresmedlemsmedalje                              | .                                    | .               | De Deense Veteranenbond heeft verscheidene eigen onderscheidingen. |            |
|       | Medaille van Verdienste van de Deense Veteranenbond Danske Forsvarsbrødres fortjenstmedalje                    | .                                    | .               | De Deense Veteranenbond heeft verscheidene eigen onderscheidingen. |            |
|       | Ereteken van de Deense Veteranenbond Danske Forsvarsbrødres hæderstegn (Æreskors for De Danske Forsvarsbrødre) | .                                    | .               | De Deense Veteranenbond heeft verscheidene eigen onderscheidingen. |            |

## DANCON, de marsmedailles van het "Danish Contingent".
| Baton | Nederlandse en Deense naam | Letters achter de naam van de drager | Stichtingsdatum | Bijzonderheden | Afbeelding             |
| ----- | -------------------------- | ------------------------------------ | --------------- | --- | ---------------------- |
|       | DANCON Medailles           |                                      | 1972            | Deelnemers aan de "DANCON" mars, (van "Danish Contingent"), een beroemd en berucht geworden militaire wedstrijd die Deense troepen, die aan een VN-missie deelnemen, sinds 1972 toen zij op Cyprus waren gestationeerd geregeld organiseren ontvangen deze medaille. Denen dragen het lint opgemaakt als vijfhoek, deelnemers uit andere landen volgen hun eigen gewoonten en voorschriften. | Dancon-Unifil medaille |

## Onderscheidingen van het Deense Rode Kruis
| Baton | Nederlandse en Deense naam | Letters achter de naam van de drager | Stichtingsdatum  | Bijzonderheden |  |
| ----- | --- | ------------------------------------ | ---------------- | --- |  |
|       | Medaille van Verdienste van het Deense Rode Kruis Dansk Røde Kors’ Medalje                                                                                                   | D.r.K.M.                             | 6 oktober 1927   | Een sinds 1963 niet langer verleende onderscheiding voor verdienste van het Deense Rode Kruis.                                                                                         |  |
|       | Medaille van Verdienste in het Buitenland van het Deense Rode Kruis Dansk Røde Kors’ Medalje for tjeneste i udlandet                                                         | D.r.K.M.                             | 6 oktober 1927   | Een sinds 1963 niet langer verleende onderscheiding voor verdienste van het Deense Rode Kruis.                                                                                         |  |
|       | Herinneringsmedaille van het Rode Kruis 1939-45 Dansk Røde Kors’ Mintetegn for Krigshjælpearbejde 1939-45                                                                    |                                      | 1 februari 1946  | Een onderscheiding, in feite een wit geëmailleerd kruis, van het Deense Rode Kruis |  |
|       | Ereteken van het Deense Rode Kruis Dansk Røde Kors Hæderstegn | D.r.K.H.                             | 19 februari 1916 | De medaille wordt verleend voor langdurig vrijwilligerswerk in het Deense Rode Kruis. Met moet eerder de Medaille van Verdienste van het Deense Rode Kruis Ie Klasse hebben ontvangen. |  |
|       | Medaille van het Rode Kruis ter Herinnering aan de Uitwisseling van Krijgsgevangenen in 1953 Danske Røte Kors' mindetegn for krigsfangeudvekslingen i Korea 1953             |                                      | 1953             | In 1953 werden tijdens de Koreaanse Oorlog krijgsgevangenen uitgewisseld. Zoals zo vaak speelde het Rode Kruis daarin een rol. Negen Deense arsen ontvingen deze medaille.             |  |
|       | Ereteken van Verdienste van het Deense Rode Kruis Dansk Røde Kors Fortjensttegn                                                                                              | D.r.K.Ft. D.r.K.Ft.I.                | 28 maart 1963    | Een decoratie voor de bestuurders van het Deense Rode Kruis. |  |
|       | Herinneringsmedaille voor de Zorg voor Geïnterneerden 1914-1918 Dansk Røde Kors' mindetegn for krigsfangehjaelp 1914-1919                                                    |                                      |                  | Herinneringsmedaille voor de Zorg voor de in Denemarken geïnterneerde militairen. |  |
|       | Herinneringsmedaille voor de Hulp en de Zorg aan de Gewonden in de Finse Oorlog 1939-40 Dansk Røde Kors' mindetegn for hjelp til syke og sårede i krigen i Finland 1939-1940 |                                      |                  | Deense vrijwilligers boden hulp aan de vele gewonden in de oorlog tussen de Sovjet-Unie en Finland.                                                                                    |  |

### Herdenkingsmedailles van het Deense Koninklijk Huis
| Baton | Nederlandse en Deense naam | Letters achter de naam van de drager | Stichtingsdatum   | Bijzonderheden |  |
| ----- | --- | ------------------------------------ | ----------------- | --- |  |
|       | Herinneringsmedaille aan het Gouden Huwelijk van Koning Christiaan IX en Koningin Louise Erindringstegnet i anledning af Kong Christian IX og Dronning Louises Guldbryllup                                                                 |                                      | 1892              | Op de dag van het feest werd deze medaille in drie varianten aan de koninklijke familie, de gasten en de hofhouding toegekend. |  |
|       | Medaille ter Herinnering aan Koning Christiaan IX Kong Christian den Niendes Mindemedalje | Chr.IX.M.M.                          | 13 februari 1906  | Verleend aan de staf van de op 29 januari 1906 gestorven Deense vorst |  |
|       | Onderscheiding ter Herinnering aan Frederik VIII Kong Frederik den Ottendes Mindetegn | Fr.VIII.Mt.                          | 10 juli 1912      | Verleend aan hovelingen en militaire gezagsdragers. |  |
|       | Medaille ter Herinnering aan Frederik VIII Kong Frederik den Ottendes Mindemedalje | Fr.VIII.M.M.                         | 10 juli 1912      | Verleend aan het militair personeel dat bij 's-Konings begrafenis en het transport van zijn stoffelijk overschot op wacht stond. |  |
|       | Militaire Medaille ter Herinnering aan Christiaan X Kong Christian den Tiendes Militære Erindringsmedaille |                                      | 5 mei 1914        | Koning Christiaan X was op eigen wens als een gewone rekruut opgeleid. Op de 25e verjaardag van zijn beëdiging decoreerde hij zijn 165 jaargenoten met deze medaille.                                                                       |  |
|       | Herinneringsmedaille voor de Bereden Gardisten Hestegardens Erindringsmedalje | '                                    | 31 mei 1916       | Een medaille voor de 51 veteranen van de in 1866 opgeheven bereden garde. |  |
|       | Herinneringsmedaille van Koning Christiaan X voor de IIe Luitenants, Sergeanten en Korporaals van de Cavalerie Christian den Niendes Erindringsmedaille fra Rytteriets Sekondløjtnant-, Sergent-, og Korporalskole                         |                                      | 4 november 1926   | Verleend aan 38 kameraden uit de officiersjaargang van de latere Deense Koning. |  |
|       | Herinneringsmedaille aan de 25e Verjaardag van het Afstuderen van Koning Christiaan X aan de Militaire Academie Kong Christian den Tiendes Erindringstegn fra Officersskolen                                                               |                                      | 20 maart 1916     | Verleend aan kameraden uit de officiersjaargang van de latere Deense Koning. |  |
|       | Herinneringsmedaille aan de Honderdste Geboortedag van Koning Christiaan IX Mindemedaillen i Anledning af Hundredeårsdagen for Kong Christian den Niendes Fødsel                                                                           |                                      | 11 maart 1918     | Een herinneringsmedaille voor de leden van de persoonlijke hofhouding van wijlen Koning Christiaan IX. De medaille werd aan 43 leden van de Koninklijke Familie en 172 leden van de hofhouding toegekend.                                   |  |
|       | Herinneringsmedaille aan de 50e Verjaardag van het Afstuderen van Koning Christiaan X aan de Militaire Academie Kong Christian den Tiendes Erindringsmedaille til Minde om 50-års dagen for Hans Majestæts Afgang fra Officersskolen       |                                      | 20 maart 1941     | Verleend aan kameraden uit de officiersjaargang van de latere Deense Koning. |  |
|       | Herinneringsmedaille aan de Honderdste Geboortedag van Koning Frederik VIII Mindemedaillen i Anledning af Hundredeårsdagen for Kong Frederik den Ottendes Fødsel                                                                           | M.M.3.juni 1843-1943                 | 29 april 1943     | Een herinneringsmedaille voor de leden van de persoonlijke hofhouding van wijlen Koning Frederik VIII. De medaille werd aan 23 leden van de Koninklijke Familie en 79 leden van de hofhouding toegekend.                                    |  |
|       | Ereteken ter Herinnering aan Christiaan X Kong Christian X´s mindetegn | Chr.X.Mt.                            | 26 september 1947 | De onderscheiding werd verleend aan de staf van de overleden vorst |  |
|       | Herinneringsmedaille aan de Honderdste Geboortedag van Koning Christiaan X Mindemedaillen i Anledning af Hundredeårsdagen for Kong Christian den Tiendes Fødsel                                                                            | M.M.26.sept. 1870-1970               | 9 september 1970  | Een herinneringsmedaille die aan 12 leden van de Koninklijke Familie werd toegekend. |  |
|       | Herinneringsteken aan Koning Frederik IX Kong Frederik IX´s mindetegn | Fr.IX.M.T.                           | 30 juni 1972      | De onderscheiding werd verleend aan een aantal van 's-Konings naasten. |  |
|       | Herinneringsmedaille aan Koning Frederik IX Kong Frederik den Niendes Mindemedaille | Fr.IX.M.M.                           | 30 juni 1972      | De medaille werd verleend aan militair personeel dat 's-Konings kadaver hielp vervoeren, bij de begrafenis op wacht stond of wachtliep toen de koning overleed. Ook enkele van 's-Konings getrouwen werd met deze medaille onderscheiden.   |  |
|       | Herinneringsmedaille aan de Vijftigste Verjaardag van de Aankomst van Koningin Ingrids in Denemarken Erindringsmedaillen i Anledning af 50-årsdagen for Hendes Majestæt Dronning Ingrids Ankomst til Danmark                               | Dr.I.E.M.                            | 15 May 1985       | Op de dag van het feest werd deze medaille aan 15 leden van de koninklijke familie en 35 leden van haar hofhouding toegekend. |  |
|       | Herinneringsmedaille aan de Vijftigste Verjaardag van Koningin Margrethe Erindringsmedalje i Anledningen af Hendes Majestæt Dronningens 50års Fødselsdag                                                                                   | EM.16.apr.1990                       | 6 april 1990      | Op de dag van het feest werd deze medaille toegekend aan verdienstelijke personen buiten de hofhouding. |  |
|       | Herinneringsmedaille aan het Zilveren Huwelijk van Koningin Margarethe en Zijne Koninklijke Hoogheid Prins Hendrik Erindringsmedaljen i anledning af Hendes Majestæt Dronning Margrethe og Hans Kongelige Højhed Prins Henriks sølvbryllup | S.E.m.                               | 1992              | Op de dag van het feest werd deze medaille aan de koninklijke familie, de gasten en de hofhouding toegekend. |  |
|       | Herinneringsmedaille aan het Zilveren Jubileum van Koningin Margarethe van Denemarken Erindringsmedaljen i anledning af H.M. Dronning Margrethes II´s 25 års regeringsjubilæum                                                             | R.E.m.                               | 1997              | Op de dag van het feest werd deze medaille aan de koninklijke familie, de gasten en de hofhouding toegekend.. |  |
|       | Herinneringsmedaille aan de Honderdste Geboortedag van Koning Frederik IX Mindemedaillen i Anledning af Hundredeårsdagen for Kong Frederik IX                                                                                              | M.M.11.marts 1899-1999               | 8 maart 1999      | Een herinneringsmedaille voor de leden van de persoonlijke hofhouding van wijlen Koning Frederik IX. De medaille werd aan 21 leden van de Koninklijke Familie en 110 leden van de hofhouding toegekend.                                     |  |
|       | Herinneringsmedaille aan Koningin Ingrid Dronning Ingrids Mindemedalje | Dr.I.M.M.                            | 28 maart 2001     | Een herinneringsmedaille voor de leden van de persoonlijke hofhouding van wijlen Koningin-Moeder Ingrid. De medaille werd aan 75 familieleden, hovelingen en personen die zich verdienstelijk hadden gemaakt bij haar begrafenis toegekend. |  |
|       | Herinneringsmedaille aan de 75e Verjaardag van Prins Henrik Erindringsmedaillen i anledning af Hans Kongelige Højhed Prinsgemalens 75 års fødselsdag                                                                                       | Em.11.juni.2009                      | 11 juni 2009      | Op de dag van het feest werd deze medaille aan de koninklijke familie, de gasten en de hofhouding toegekend. |  |
|       | Herinneringsmedaille aan de 70e Verjaardag van Hare Majesteit Koningin Margrethe Erindringsmedalje i Anledningen af Hendes Majestæt Dronningens 70års Fødselsdag                                                                           | EM.16.apr.2010                       | 16 april 2010     | Op de dag van het feest werd deze medaille aan de koninklijke familie, de gasten en de hofhouding toegekend. |  |